# Deus Ex (serie)
Deus Ex es una serie de videojuegos de rol de acción y disparos en primera persona desarrollados por Ion Storm y Eidos Montréal. Los videojuegos se ambientan en el siglo XXI, centrándose en temas futuristas y del mundo del cyberpunk, así como el desarrollo de tecnología avanzada y sus efectos en el mundo. También se caracteriza por el mundo de las teorías conspirativas y los conflictos entre organizaciones secretas que desean controlar el mundo, como los Iluminati, la FEMA, Los Templarios, entre otros.
Deus Ex cuenta con una serie de cinco videojuegos hasta la fecha: Deus Ex (2000), Deus Ex: Invisible War (2003), Deus Ex: Human Revolution (2011), Deus Ex: The Fall (2013), Deus Ex Go y Deus Ex: Mankind Divided (2016).
Actualmente la serie ha vendido 4,5 millones de unidades en todo el mundo.

## Videojuegos

### Deus Ex (2000)
Deus Ex se desarrolla en el año 2052. El protagonista principal es JC Denton, un agente novato de la UNATCO con habilidades especiales gracias a la nanotecnología. En medio de una crisis global, Denton debe hacer uso de sus habilidades para enfrentarse a enemigos poderosos que nadie sabe que existen y salvar el futuro de la humanidad. 
En esta primera entrega, aparecen referencias a populares teorías conspirativas sobre los Hombres de Negro, los Helicópteros negros, la FEMA, el Área 51, la red de espionaje ECHELON, entre otras. También abarca la existencia de sociedades secretas que compiten por controlar el mundo, como por ejemplo: Majestic 12, Los Iluminati, Las Tríadas, La Orden de Los Templarios, el Grupo Bilderberg, entre otros.

### Deus Ex: Invisible War (2003)
Deus Ex: Invisible War tiene lugar veinte años después de Deus Ex. El juego sigue un escenario en el que los eventos del primer juego condujeron a un período de guerra y depresión económica denominado "Colapso", que resultó en varias facciones que alcanzaron poder e influencia en todo el mundo.  El personaje del jugador, Alex D, es evacuado de Chicago a Seattle después de un ataque terrorista, y pronto se ve envuelto en una red de conspiraciones mientras las facciones del mundo luchan por el control del mundo.  Además del entorno ciberpunk recurrente de la serie y el motivo de la teoría de la conspiración, la historia se centra en el tema del terrorismo.

### Deus Ex: Human Revolution (2011)
Human Revolution tiene lugar veinticinco años antes de Deus Ex, en el año 2027. El protagonista principal es Adam Jensen, jefe de seguridad de la empresa de biotecnología Sarif Industries y exagente de la SWAT. Durante un ataque a la sede de Sarif, Adam es herido de gravedad y es sometido a una fuerte cirugía para salvar su vida. Ahora es mitad humano y mitad aumentado. Con sus habilidades, debe encontrar a sus atacantes, enfrentarse a los Iluminati y decidir el futuro de la humanidad.

### Deus Ex: Mankind Divided (2016)
Mankind Divided se desarrolla dos años después de Human Revolution. Adam Jensen regresa como protagonista principal. Viviendo en un mundo donde se teme y odia a los humanos aumentados, Adam Jensen se une al GO29, un grupo antiterrorista financiado por la Interpol, para detener una amenaza orquestada por los Iluminati.

## Cronología
- Deus Ex: Human Revolution (2027)
- Deus Ex: The Fall (2027)
- Deus Ex: Mankind Divided (2029)
- Deus Ex (2052)
- Deus Ex: Invisible War (2072)